# Fan Stilian Noli
Theofan Stilian Noli, nato Theofanīs Stylianou Mauromatīs (in greco Θεοφάνης Στυλιανού Μαυρομάτης?) e detto Fan Noli (İbriktepe, 6 gennaio 1882 – Fort Lauderdale, 13 marzo 1965), è stato un politico, poeta, vescovo ortodosso, storico, drammaturgo, oratore e traduttore albanese.
Figura poliedrica e di primo piano del Rinascimento albanese e della diaspora degli albanesi, fu il principale promotore dell'autocefalia della Chiesa ortodossa albanese, di cui fu de facto primo leader dal 1922 al 1924. Ebbe un ruolo importante nella consolidazione dell’albanese come lingua nazionale dell’Albania, attraverso numerose traduzioni di capolavori della letteratura mondiale. Scrisse anche ampiamente in inglese: come studioso e autore di una serie di pubblicazioni su Scanderbeg, Shakespeare, Beethoven, testi religiosi e traduzioni. Realizzò una traduzione del Nuovo Testamento in inglese, The New Testament of our Lord and Savior Jesus Christ from the approved Greek text of the Church of Constantinople and the Church of Greece, pubblicata nel 1961.
Noli conseguì titoli accademici ad Harvard (1912), al New England Conservatory of Music (1938) e infine il dottorato di ricerca alla Boston University (1945). Fu ordinato sacerdote nel 1908, fondando così la Chiesa Albanese e promuovendo l’uso della lingua albanese in ambito ecclesiastico. Risiedette brevemente in Albania dopo la dichiarazione d’indipendenza del 1912. Dopo la Prima guerra mondiale, Noli guidò gli sforzi diplomatici per la riunificazione dell’Albania e ricevette il sostegno del presidente statunitense Woodrow Wilson. In seguito intraprese una carriera politico-diplomatica in Albania, riuscendo con successo a ottenere l’ammissione del Paese alla Società delle Nazioni.
Figura rispettata e sempre critica verso la corruzione e l’ingiustizia nel governo albanese, Fan Noli fu chiamato a guidare la Rivoluzione di Giugno del 1924. Successivamente ricoprì la carica di deputato del parlamento albanese, fu brevemente Primo ministro e Principe reggente fino a quando il suo governo rivoluzionario fu rovesciato da Ahmet Zogu. Fu costretto all’esilio in Italia e si stabilì definitivamente negli Stati Uniti negli anni ’30, ottenendo la cittadinanza americana e accettando di porre fine al suo coinvolgimento politico. Trascorse il resto della sua vita come accademico, leader religioso e scrittore. Fondò inoltre nel 1912 la federazione pan-albanese Vatra, per la tutela dei diritti degli albanoamericani.

## Biografia
Nacque il 6 gennaio 1882 in una famiglia albanese ortodossa nel villaggio di İbriktepe, in Tracia orientale, allora parte del vilayet di Adrianopoli dell'Impero ottomano. Era discendente di coloni albanesi ortodossi provenienti da Qyteza, che fuggirono dall’attuale sud dell’Albania e si reinsediarono in Tracia, in aree che erano state spopolate a causa di conflitti regionali.
Durante la sua giovinezza, Noli ricevette la sua istruzione in scuole elementari e secondarie greche. Da giovane viaggiò ampiamente nel bacino del Mediterraneo, vivendo ad Atene, Alessandria d’Egitto e Odessa, mantenendosi come attore e traduttore. Oltre all’albanese, sua lingua madre, parlava molte lingue, tra cui greco, inglese, francese, turco e arabo.
Si recò ad Atene per diventare insegnante, dove usò il nome Theofanis Mavromattis. In seguito lavorò come insegnante o membro di una compagnia teatrale nella diaspora albanese in Egitto, dove aderì al programma nazionale albanese. Attraverso i suoi contatti con il movimento degli emigrati albanesi, divenne un fervente sostenitore del movimento nazionalista del suo paese e si trasferì negli Stati Uniti nel 1906.
Lavorò inizialmente a Buffalo, nello Stato di New York, in una segheria, e poi si spostò a Boston, nel Massachusetts, dove lavorò come operatore di macchina per l’etichettatura di barattoli. I Giovani Turchi (CUP) avevano una visione ostile nei confronti di leader albanesi come Fan Noli, che svolgevano attività politiche con l’assistenza di potenze esterne.

### L’incidente di Hudson
I primi immigrati albanesi ortodossi cristiani a Boston erano fedeli della Chiesa ortodossa greca, la cui leadership si opponeva con veemenza alla causa nazionalista albanese. Quando a Kristaq Dishnica, un giovane operaio morto di influenza, fu rifiutata la sepoltura con la motivazione che, in quanto cristiano ortodosso che si identificava come albanese, era automaticamente scomunicato dalla Chiesa ortodossa greca, Fan Noli e un gruppo di emigrati albanesi del New England iniziarono a gettare le basi per una Chiesa ortodossa albanese indipendente e autocefala. L’evento, che divenne noto come l’Incidente di Hudson, fu un momento cruciale nella nascita di una coscienza religiosa cristiano-ortodossa albanese autonoma.
Noli, che fu il primo membro del clero della nuova Chiesa, venne ordinato sacerdote nel 1908 dall’arcivescovo Platon (Rozhdestvensky) della Chiesa russa negli Stati Uniti. Ottenendo il riconoscimento patriarcale dell’autocefalia della Chiesa ortodossa albanese e la traduzione completa della liturgia ortodossa dal testo greco originale all’albanese tosco, Noli intendeva neutralizzare pacificamente e smantellare la piattaforma ideologica dell’irredentismo greco promossa da elementi reazionari all’interno della Chiesa ortodossa in Albania, e difendere il diritto dei cristiani ortodossi albanesi di coesistere con i loro vicini greci in una repubblica laica, immune alla visione settaria della Megali Idea.
Noli fu un fermo sostenitore dell’unità patriottica albanese e della separazione tra religione e Stato; inoltre, riteneva fondamentale che i ruoli religiosi fossero ricoperti da membri del clero che parlassero fluentemente l’albanese e possedessero la cittadinanza albanese.

### Carriera politica e religiosa

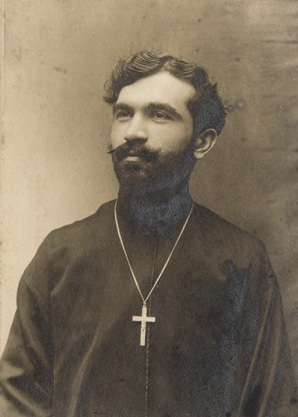
Un giovane Fan Noli.

Nel 1908, Fan Noli iniziò i suoi studi ad Harvard, completando il suo Bachelor of Arts nel 1912. Nell’aprile dello stesso anno fu fondata Vatra (“Il Focolare”), un’organizzazione della diaspora albanese negli Stati Uniti, con Noli e Faik Konica come leader principali. L’associazione si impegnava per l’autodeterminazione sociopolitica degli albanesi all’interno dell’Impero ottomano.
Nel 1913, Noli fece ritorno in Europa per promuovere l’indipendenza albanese, mettendo piede per la prima volta in Albania. Durante la Prima guerra mondiale tornò negli Stati Uniti, dove assunse la guida dell’organizzazione Vatra, diventando di fatto il leader della diaspora albanese.
Attraverso la sua attività diplomatica negli Stati Uniti e a Ginevra, Noli ottenne l’appoggio del presidente Woodrow Wilson per l’indipendenza dell’Albania. I suoi sforzi culminarono nel 1920, quando l’Albania ottenne l’ammissione alla nascente Società delle Nazioni. Sebbene l’indipendenza albanese fosse già stata proclamata nel 1912, l’adesione alla Società sancì il tanto atteso riconoscimento internazionale del nuovo Stato.
Nel 1921, Fan Noli entrò nel Parlamento albanese come rappresentante del Partito del Popolo (Partia e Popullit), il principale movimento liberale del Paese e orientato verso una linea filo-britannica. Le altre principali formazioni politiche erano il Partito Progressista (Partia Përparimtare), di ispirazione conservatrice e filo-italiana, fondato da Mehdi Frashëri e guidato da Ahmet Zogu, e il Partito Popolare (Partia Popullore) di Xhafer Ypi. Tuttavia, furono i conservatori di Zogu a dominare la scena politica nei decenni successivi.
Nel 1922, si tenne il Congresso di Berat, un evento fondamentale per la creazione ufficiale della Chiesa Ortodossa Autocefala Albanese. Durante il congresso, Fan Noli fu consacrato Vescovo di Coriza e primate di tutta l’Albania. L’istituzione di una chiesa nazionale ortodossa indipendente fu vista come un passo cruciale per il rafforzamento dell’unità nazionale albanese, soprattutto in un contesto in cui le influenze religiose straniere, in particolare greche, rischiavano di minare l’identità culturale e politica del Paese.
Fan Noli ricoprì brevemente il ruolo di ministro degli Esteri nel governo di Xhafer Ypi, durante un periodo particolarmente turbolento della politica albanese, segnato da forti tensioni tra liberali e conservatori. In questo clima di instabilità, un fallito attentato contro Ahmet Zogu portò a una rappresaglia da parte dei conservatori, che culminò nell’assassinio del popolare politico liberale Avni Rustemi. Il discorso che Noli tenne al funerale di Rustemi fu così appassionato e incisivo da infiammare gli animi dei sostenitori liberali, che insorsero contro il regime conservatore. Questa rivolta costrinse Zogu a fuggire in Jugoslavia nel marzo 1924. Dopo la sua fuga, il potere passò temporaneamente nelle mani del suocero di Zogu, Shefqet Vërlaci, e poi del politico liberale Iliaz Vrioni. Il 16 giugno 1924, Fan Noli fu nominato Primo Ministro e reggente dell’Albania, dando inizio a un breve esperimento riformista e progressista noto come il “governo dei 100 giorni”.

### Declino ed esilio

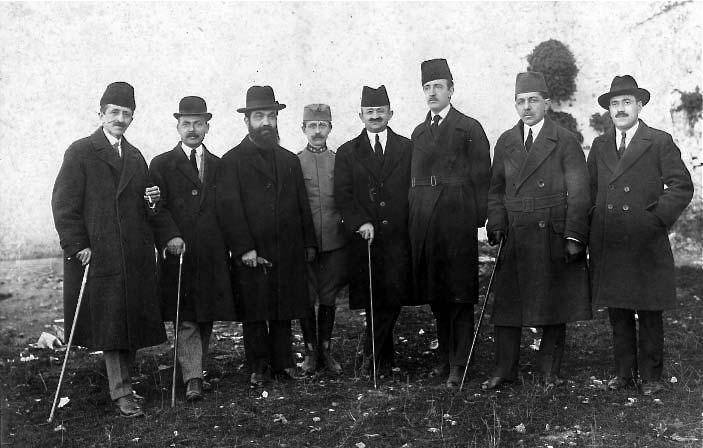
I membri del gabinetto Ypi, tra cui Fan Noli (il terzo da sinistra), nel 1921

Nonostante gli sforzi per riformare l’Albania, il “Programma in Venti Punti” di Fan Noli risultò impopolare e poco attuabile in un contesto così instabile. Il suo governo fu rovesciato il 24 dicembre 1924, nella Notte di Natale, da forze fedeli ad Ahmet Zogu. Due settimane dopo, Zogu tornò in Albania con l’appoggio del Regno dei Serbi, Croati e Sloveni, mentre Noli fu costretto a fuggire in Italia, dove fu condannato a morte in contumacia.
Conscio della fragilità della sua posizione al ritorno, Zogu attuò misure drastiche per consolidare il proprio potere. Entro la fine dell’inverno del 1925, due figure chiave dell’opposizione, Bajram Curri e Luigi Gurakuqi, furono assassinati, mentre numerosi altri oppositori furono imprigionati. Questo periodo segnò la fine definitiva delle aspirazioni democratiche promosse da Noli e l’inizio del consolidamento autoritario che avrebbe portato Zogu a proclamarsi Re Zog I nel 1928.
Noli fondò il “Comitato Nazionale” (in albanese: Komiteti Nacional Revolucionar), noto anche come KONARE, a Vienna. Il comitato pubblicava il periodico chiamato “Libertà Nazionale” (in albanese: Liria Kombëtare). Alcuni dei primi comunisti albanesi, come Halim Xhelo e Riza Cerova, iniziarono qui le loro attività editoriali. L’obiettivo del comitato era rovesciare Zogu e il suo entourage e restaurare la democrazia. Nonostante gli sforzi, l’accesso e l’influenza del comitato in Albania rimasero limitati. Con l’intervento di Kosta Boshnjaku, un vecchio comunista e membro del KONARE, l’organizzazione ricevette un sostegno economico incondizionato dal Comintern. Inoltre, Noli e Boshnjaku permisero anche ai membri in esilio del Comitato per la Difesa Nazionale del Kosovo (fuorilegge sotto Zogu) di ottenere lo stesso supporto finanziario.
Nel 1928, il KONARE cambiò nome in “Comitato di Liberazione Nazionale” (in albanese: Komiteti i Çlirimit Kombëtar). Nel frattempo, in Albania, dopo tre anni di regime repubblicano, il “Consiglio Nazionale” dichiarò l’Albania una Monarchia Costituzionale, e Ahmet Zogu divenne re. Noli tornò negli Stati Uniti nel 1932 e formò un’opposizione repubblicana contro Zogu, che nel frattempo si era proclamato “Re Zog I”. Negli anni successivi, continuò la sua formazione, studiando e insegnando musica bizantina, e continuò a sviluppare e promuovere la Chiesa Ortodossa Albanese autocefala che aveva contribuito a fondare.
Dopo la guerra, Noli stabilì alcuni legami con il governo comunista di Enver Hoxha, che prese il potere nel 1944. Cercò senza successo di convincere il governo degli Stati Uniti a riconoscere il regime, ma la crescente persecuzione di tutte le religioni da parte di Hoxha impedì alla chiesa di Noli di mantenere rapporti con la gerarchia ortodossa in Albania. Nonostante l’atteggiamento anticlericale del regime di Hoxha, l’appassionato nazionalismo albanese di Noli attirò l’attenzione del Federal Bureau of Investigation (FBI) degli Stati Uniti. L’ufficio FBI di Boston mantenne il vescovo sotto indagine per più di un decennio, senza però arrivare a una conclusione definitiva.
Nel 1945, Fan S. Noli conseguì il dottorato di ricerca in storia presso la Boston University, scrivendo una tesi su Skanderbeg. Nel frattempo, condusse anche ricerche presso il Dipartimento di Musica della Boston University, pubblicando una biografia su Ludwig van Beethoven. Compositore, nel 1947 realizzò una sinfonia in un unico movimento intitolata Scanderbeg. Verso la fine della sua vita, Noli si ritirò a Fort Lauderdale, in Florida, dove morì nel 1965.
Fan Noli è sepolto nel Forest Hills Cemetery, situato nella parte meridionale del quartiere Jamaica Plain di Boston.
L’Arcidiocesi Ortodossa Albanese in America, fondata da Noli, si unì successivamente alla Chiesa Ortodossa in America, oggi guidata dal Metropolita Tikhon Mollard come Arcidiocesi Albanese. Fino a tempi recenti, era sotto la supervisione dell’Arcivescovo Nikon di Boston e del Reverendo Arthur E. Liolin; attualmente, l’Arcidiocesi Albanese della Chiesa Ortodossa in America è diretta dall’Amministratore ad interim Igumen Nikodhim Preston. Essa comprende undici parrocchie urbane e suburbane, situate principalmente nei centri urbani del Nord-Est e del Medio-Ovest degli Stati Uniti.
La Chiesa Ortodossa Autocefala d’Albania, nella quale Noli ha servito in Albania, è presieduta dall’Arcivescovo Giovanni d’Albania, con sede nella capitale Tirana, ed è membro del Consiglio ecumenico delle Chiese. Inoltre, l’Arcidiocesi Greco-Ortodossa d’America amministra due parrocchie ortodosse albanesi a Boston e Chicago. Tutte le parrocchie ortodosse albanesi oggi sono in piena comunione tra loro e con l’ampia comunità mondiale della Chiesa Ortodossa, riconosciute pienamente dal Patriarcato Ecumenico di Costantinopoli.

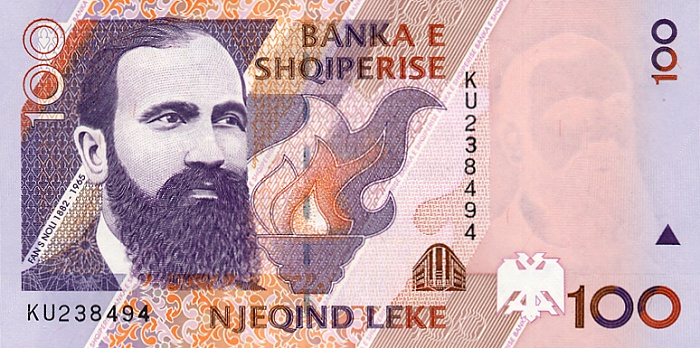
Noli nella banconota da 100 lekë del 1996.

Scrivendo nel suo diario due giorni dopo la morte di Noli, il leader albanese Enver Hoxha fornì la sua analisi sul lavoro di Noli:
(Enver Hoxha)
Fan S. Noli è raffigurato sul lato anteriore della banconota albanese da 100 lekë emessa nel 1996. Questa banconota è rimasta in circolazione fino al 2008, quando è stata sostituita da una moneta.

## Opere principali
- Album - Raccolta di Poesie
- La storia di Skanderbeg (in italiano: Scanderbeg, trad. ital. di Alessandro Laporta e Halil Myrto, Argo, Lecce, 1993)
- Izraelitë e Filistinë
- Maometto
- Critica a "Il Principe" di Machiavelli
- L'imperialismo in Egitto da Napoleone a Lord Cromer
- Tantissimi articoli di critica letteraria su Platone e Anassagora, Lev Tolstoj, Franz Schubert, Lessing, Arturo Toscanini, Claudio Monteverdi, Johann Strauss, Shakespeare.
- Beethoven e la Rivoluzione Francese[41]

## Traduzioni
- "Otello", "Macbeth", "Amleto", "Giulio Cesare", di William Shakespeare
- "Il nemico del popolo", "La signora Ingra di Ostrot" di Henrik Ibsen
- "Don Chisciotte", di Miguel de Cervantes
- "Rubaìra" del grande poeta persiano Omar Khayyam
- "Prometeo incatenato", di Eschilo
- numerose poesie di Wolfgang Goethe, Paul Verlaine, Charles Baudelaire, Tjutchev, Heinrich Heine, etc.